# 소진문
소진문(蘇鎭文, 일본식 이름: 有蘇鎭文 , 1890년 ~ 1954년)은 일제강점기의 전라북도 지역 유지이다.

## 생애
전라북도 익산군 출신으로 일제 강점기 초기에는 잠시 순사로 근무했다. 이후 익산군 팔봉면에서 1910년대 후반부터 1930년대 후반까지 장기간 면장을 지내고 전라북도 도평의원에 선출되는 등 지역 유지로 활동하였다.
조선총독부가 1935년에 시정 25주년을 기념하여 표창한 표창자 중 한 명이다. 정미업체인 호남산업 감사를 맡으며 기업인으로도 활동했다. 태평양 전쟁 기간 동안 조선임전보국단에 참여 하고 공출을 돕거나 순회 강연을 벌이는 등 전쟁에 협력한 행적이 있다.
1949년에 반민족행위처벌법에 따라 반민특위에 체포되었으나 특별검찰부가 특별재판부에 공소취하서를 제출하여 처벌은 받지 않았다. 이때 민주국민당 이리시당부 최고위원, 대한국민당 이리시당부 최고위원, 대한독립촉성국민회 이리시지부 위원장, 전북 수리조합장, 원불교 이사장, 대한경찰협회 이리지부장, 동아일보 이리지국장, 유도회 이리지부 부위원장, 이 지역 병원장과 개신교 목회자 등 지역의 실력자들이 소진문을 석방시키기 위해 노력했다.
2008년에 민족문제연구소가 발표한 친일인명사전 수록예정자 명단 중 지역유력자 부문에 선정되었다.

## 같이 보기
- 조선임전보국단

## 참고자료
- 소진문(蘇鎭文) - 국사편찬위원회